# 豊川村 (神奈川県)
豊川村（とよかわむら）は、神奈川県足柄下郡に存在した村。
現在の小田原市東部、小田原厚木道路の小田原東インターチェンジ付近から北側一帯にあたる。

## 地理
- 川：酒匂川

## 歴史
- 1889年（明治22年）4月1日 - 町村制の施行により、飯泉村、成田村、桑原村が合併して発足。
- 1954年（昭和29年）7月15日 - 小田原市に編入。同日豊川村廃止。

## 村長
- 河野治平

## 経済

### 産業
- 飯泉の浅見近次郎（荒物肥料商）[1]
- 飯泉の浅見勇次郎（農養蚕業、荒物営業）[1]
- 飯泉の夏目作兵衛（菊屋、旅人宿、飲食店）[1]
- 飯泉の岩本熊太郎（農業）[1]
- 飯泉の小川美津次郎（農兼養蚕業）[1]
- 飯泉の片倉辰次郎（農兼養蚕業）[1]
- 飯泉の高橋浦太郎（農養蚕業、微粒子毒鑑定）[1]
- 飯泉の門松金次郎（農兼養蚕業）[1]
- 飯泉の山口金太郎（農兼養蚕業[1]、篤農家[2]）
- 飯泉の両毛仲三郎（農兼養蚕業）[1]
- 桑原の奥津兵太郎（農業）[1]
- 桑原の奥津甚太郎（農兼養蚕業）[1]
- 桑原の澤地八郎右衛門（酒造営業）[1]
- 成田の河野治平（農業）[1]
- 成田の鈴木茂三郎（農兼養蚕業）[1]
- 成田の成田常次郎（農業）[1]
- 成田の村越勝太郎（農業）[1]
- 沖津粂造（篤農家）[2]

## 地域

### 施設
- 浄蓮寺[1]（浄土宗）